# Streptocarpus pusillus
Streptocarpus pusillus är en tvåhjärtbladig växtart som beskrevs av Harvey och Charles Baron Clarke. Streptocarpus pusillus ingår i släktet Streptocarpus och familjen Gesneriaceae. Inga underarter finns listade i Catalogue of Life.